# Burns Bluff
Das Burns Bluff ist ein Felsenkliff an der Rymill-Küste des Palmerlands auf der Antarktischen Halbinsel. Es ragt südlich des Naess-Gletschers auf.
Das UK Antarctic Place-Names Committee benannte das Kliff 1976 nach dem Geophysiker Frederick Michael Burns (* 1946), der für den British Antarctic Survey von 1967 bis 1969 auf Stonington Island tätig war.